# Merodontina jianfenglingensis
Merodontina jianfenglingensis là một loài ruồi trong họ Asilidae. Merodontina jianfenglingensis được Hua miêu tả năm 1987. Loài này phân bố ở miền Ấn Độ - Mã Lai.